# Eddie Dougherty
Edward Dougherty (New York, 17 juli 1915 - aldaar, 14 december 1994) was een Amerikaanse jazz-drummer.

## Biografie
Eddie Dougherty begon op zijn dertiende te drummen. Begin jaren 30 speelde hij in de band van Dicky Wells in diens club in Harlem. Als 'sideman' werkte hij in dat decennium mee aan opnames van Taft Jordan, Frank Froeba, Mildred Bailey, Harry James, Billie Holiday ("Strange Fruit“, 1939), Frankie Newton, Pete Johnson en Meade Lux Lewis. In 1940 speelde hij bij Keny Watts and His Kilowatts, tevens verving hij Dave Tough in de groep van Bud Freeman. Begin jaren 40 speelde hij met Art Tatum, Joe Sullivan, Benny Carter, Benny Morton en James P. Johnson. In zijn latere jaren werkte hij mee aan opnames van Cliff Jackson, Mary Lou Williams, Clyde Bernhardt, Wilbur De Paris, Teddy Wilson en Albert Nicholas. Hij was tot in de jaren 80 actief als muzikant.